# Jeanne Rosa
Pour les articles homonymes, voir Rosa.
Jeanne Rosa est une actrice française.

## Filmographie

### Cinéma

#### Longs métrages
- 2008 : Le Bruit des gens autour de Diastème : Louise
- 2013 : Les Yeux fermés de Jessica Palud : Diane
- 2015 : Les Châteaux de sable d'Olivier Jahan : Claire Andrieux
- 2015 : Un Français de Diastème : Kiki
- 2016 : Irréprochable de Sébastien Marnier : Nathalie
- 2016 : Juillet août de Diastème : l'inspectrice
- 2017 : Sage femme de Martin Provost : Élodie
- 2017 : Les Grands Esprits d'Olivier Ayache-Vidal : la CPE
- 2017 : Momo de Sébastien Thiéry : la policière
- 2018 : La Fête des mères de Marie-Castille Mention-Schaar : Blanche
- 2018 : Au poste ! de Quentin Dupieux : Narta
- 2018 : L'Ordre des médecins de David Roux : Gladys
- 2019 : Grâce à Dieu de François Ozon : Dominique Perret
- 2019 : Mais vous êtes fous d'Audrey Diwan : Julia
- 2019 : J'accuse de Roman Polanski : Marthe Leblois
- 2022 : Le Monde d'hier de Diastème : Clémence
- 2023 : Sur la branche de Marie Garel-Weiss : une sœur Joubert
- 2023 : Avant que les flammes ne s'éteignent de Mehdi Fikri : la juge Yvonne Ruscio
- 2024 : Joli Joli de Diastème : Alice

#### Courts métrages
- 2000 : Duel de Jean-Loup Hubert : Carole
- 2000 : Même pas mal de Diastème : Anne Lise
- 2001 : Une couverture pour Bruno de Patrick Schulmann :
- 2001 : Tromper le corps de David Unger :
- 2003 : Manques de Malika Saci : Marie
- 2006 : Tout va bien de Hervé Hiolle : Marie
- 2010 : T'embrasser une dernière fois d'Olivier Jahan : Marie
- 2010 : Nu d'Alexandre Tisseyre : Lucie
- 2010 : La Tête de l'emploi de Wilfried Méance :
- 2011 : Conjugaisons d'Armel Gourvennec : la cliente
- 2013 : L'Homme à la tête de kraft de Sandra Joubeaud et Thierry Dupety : la maîtresse de cérémonie
- 2015 : Dans l'armoire de Sébastien Carfora : Jeanne
- 2016 : Serval et Chaumier, maîtres des ombres de Bastien Daret et Arthur Goisset : Jacqueline
- 2016 : L'Occupant de Jonathan Hazan : Claire
- 2016 : Poupée de Jessica Palud : Poupée
- 2016 : Les Âmes en peine d'Eric Rouquette : Sophie
- 2017 : L'Ardoise magique de Simon Legré : la mère
- 2018 : La Vies de Lenny Wilson d'Aurélien Vernhes-Lermusiaux : l'assistante du casting
- 2019 : Fugueur de Paul Garcia : Maria
- 2020 : Descente de Mehdi Fikri : Camille
- 2022 : Jennifer ou le pont de singe de Martin Tronquart :
- 2023 : Tout rime avec chaos de Baptiste Petit-Gats : Ana
- 2023 : La Femme de 8h47 d'Olivier Jahan et Frédéric Stucin : la femme policière

### Télévision
- 1999 : P.J. de Frédéric Krivine
- 2000 : Julien l'apprenti de Jacques Otmezguine
- 2010 : Chateaubriand de Pierre Aknine
- 2010 : La Cour des grands de Dominique Ladoge : Clothilde Fargues (épisode Alice)
- 2010 : Quand vient la peur... d'Elisabeth Rappeneau : Madeleine Merad
- 2014 : Les Petits Meurtres d'Agatha Christie d'Eric Woreth : Claire Arial (saison 2, épisode 5 : Meurtre à la kermesse)
- 2016 : Accusé de Julien Despaux : Clémence (épisode L'Histoire d'Arnaud)
- 2016 : La Loi de... de Didier Le Pêcheur : Fabienne (épisode Simon - des hommes en noir)
- 2018 : Ben d'Akim Isker : Christine Legrand
- 2018 : Le Bureau des légendes d'Antoine Chevrollier : Marion (saison 4, épisode 7)
- 2020 : Claire Andrieux d'Olivier Jahan : Claire Andrieux
- 2020 : Romance d'Hervé Hadmar : Géraldine
- 2021 : Les Rivières pourpres : Capitaine Lebel (saison 3, épisode 1)
- 2021 : Neuf meufs, l'unitaire d'Emma de Caunes : Agathe
- 2024 : Tout le monde ment d'Akim Isker : Delphine Gilberti
- 2024 : Cette-nuit là : commandante Juliette Vandenberg
- 2025 : Haut les cœurs d'Antoine Garceau : Lilianne

## Théâtre
- 1999 : Le Noël du loup de Jean-Luc Jeener : Delphine
- 1999 : Jedem das Seine de Catherine Verlaguet, mise en scène Véronique Balme
- 2002 : Les Dactylos de Murray Schisgal, mise en scène Jean-Paul Bazziconi
- 2004 : Le Grand Mezze de François Rollin et Édouard Baer
- 2006 : La Tour de Pise de Diastème, mise en scène de l'auteur
- 2008 : Les Justes d'Albert Camus, mise en scène Diastème
- 2009 : L'Amour de l'art de Diastème, mise en scène de l'auteur
- 2010-2012 : Quelqu'un dehors, moi nulle part de Sonia Willi, mise en scène Anne Monfort
- 2011 : Horizontal de Diastème et Salomé Lelouch, mise en scène Salomé Lelouch
- 2011 : Aujourd'hui je suis mort de Salomé Lelouch, mise en scène Ludivine de Chastenet
- 2012 : La Petite dans la forêt profonde de Philippe Minyana, mise en scène Lily Bensliman

## Distinctions
- Festival Jean Carmet 2010 : Prix du public du meilleur jeune espoir féminin pour T'embrasser une dernière fois
- Festival Jean Carmet 2015 : Prix du public du meilleur second rôle féminin pour Les Châteaux de sable